# Nikolai Kinski
Nikolai Kinski (París, 30 de julio de 1976) es un actor francés de cine, teatro y televisión. Nacido en París y criado en California, es el único hijo del actor Klaus Kinski y de su tercera esposa Minhoi Geneviève Loanic.

## Carrera
Su primer papel se dio a los trece años junto a su padre en la película Kinski Paganini (1989). A mediados de los años 1990, ingresó en la Escuela de Teatro de la UCLA, donde se licenció.
Posteriormente se trasladó a Berlín, donde aprendió a hablar alemán con fluidez. Desde entonces ha protagonizado varias películas y series de televisión en alemán, además de producciones estadounidenses.

## Filmografía
| Año  | Título                                     | Papel                  | Director(a)                        | Notas      |
| ---- | ------------------------------------------ | ---------------------- | ---------------------------------- | ---------- |
| 1989 | Kinski Paganini                            | Achille Paganini       | Klaus Kinski                       |            |
| 1994 | Jamila                                     | Seit                   | Monica Teuber                      |            |
| 2000 | West Coast                                 |                        | Joshua Davis                       |            |
| 2000 | Recessions                                 |                        | Robbie Stauder                     | Corto      |
| 2001 | Tortilla Soup                              | Andy                   | Maria Ripoll                       |            |
| 2002 | Never Get Outta the Boat                   | Saturn                 | Paul Quinn                         |            |
| 2002 | The Devil Who Called Himself God           | Lukas                  | Dmitriy Astrakhan                  |            |
| 2003 | Dirty Sky                                  | Paule                  | Andy Bausch                        |            |
| 2003 | Connecting Dots                            | Alex                   | Alon Aranya                        |            |
| 2004 | Untreu                                     | Milan Farkas           | Rainer Matsutani                   | Telefilme  |
| 2005 | Æon Flux                                   | Claudius               | Karyn Kusama                       |            |
| 2005 | Under the Dark Sun of Africa               | Duncan Coburn          | Roland Suso Richter                | Telefilme  |
| 2005 | Tatort                                     | Martin Schneider       | Robert Sigl                        | 1 episodio |
| 2006 | Klimt                                      | Egon Schiele           | Raúl Ruiz                          |            |
| 2006 | Grimm Love                                 | Otto Hauser            | Martin Weisz                       |            |
| 2006 | Fay Grim                                   | Amin                   | Hal Hartley                        |            |
| 2006 | Lemniskate                                 |                        | Anna Bederke                       | Corto      |
| 2006 | Nichts geht mehr                           | Marc                   | Andreas Schaap                     | Corto      |
| 2007 | Giganten                                   | Aimé Bonpland          | Gero von Boehm                     | 1 episodio |
| 2008 | The Secret Adventures of the Projectionist |                        | Max Sacker                         | Corto      |
| 2009 | Die zwei Leben des Daniel Shore            | Daniel Shore           | Michael Dreher                     |            |
| 2009 | The Countess                               | Maestro                | Julie Delpy                        |            |
| 2009 | Krupp: A Family Between War and Peace      | Arndt von Bohlen       | Carlo Rola                         |            |
| 2009 | SOKO Donau                                 | Sebastian Opitz        | Robert Sigl (2)                    | 1 episodio |
| 2010 | The Apologies                              |                        | Hal Hartley (2)                    | Corto      |
| 2010 | Planet                                     |                        | Matthew Branning & Bjoern Ruehmann | Corto      |
| 2010 | Kalter Hund                                | Simon                  | Anna Porzelt                       | Corto      |
| 2011 | Long Distance Call                         | Recepcionista          | Grzegorz Muskala                   | Corto      |
| 2011 | The Sinking of the Laconia                 | Walter Drexler         | Uwe Janson                         |            |
| 2011 | Stuttgart Homicide                         | Björn Kowald           | Rainer Matsutani (2)               | 1 episodio |
| 2012 | Belle de Lyon                              | Marcel                 | Max Sacker (2)                     | Corto      |
| 2012 | Mary of Nazareth                           | Judas Iscariote        | Giacomo Campiotti                  | Telefilme  |
| 2012 | Stolberg                                   | Benjamin Becker        | Andi Niessner                      | 1 episodio |
| 2013 | Alex                                       | Alex                   | Florian Frerichs                   | Corto      |
| 2013 | Die Frau hinter der Wand                   | Junger Makler          | Grzegorz Muskala (2)               | Telefilme  |
| 2013 | Einsatz in Hamburg                         | Erster Offizier Barlog | Carlo Rola (2)                     | 1 episodio |
| 2014 | Yves Saint Laurent                         | Karl Lagerfeld         | Jalil Lespert                      |            |
| 2014 | Posthumous                                 | Kaleb Moo              | Lulu Wang                          |            |
| 2014 | Die Innere Zone                            | Antonius Cappa         | Fosco Dubini                       |            |
| 2014 | Neben der Spur - Adrenalin                 | Robert Mohren          | Cyrill Boss & Philipp Stennert     | Telefilme  |
| 2014 | Iron Fist                                  | Kaiser Karl            | Carlo Rola (3)                     | Telefilme  |
| 2014 | Küstenwache                                | Dolf Karst             | Dagmar von Chappuis                | 1 episodio |
| 2014 | Binny und der Geist                        | Magnus Mala            | Nico Zingelmann                    | 1 episodio |
| 2015 | 1915                                       | Tony                   | Garin Hovannisian & Alec Mouhibian |            |
| 2015 | Point Break                                | Pascal Al-Fariq        | Ericson Core                       |            |
| 2015 | After the Fall                             | René Valmund           | Carlo Rola (4)                     |            |
| 2016 | Axolotl Blockbuster                        | Kroschinske            | Helene Hegemann                    |            |
| 2016 | The Loner                                  | Sepehr                 | Daniel Grove                       |            |
| 2017 | The Yellow Birds                           | Monje                  | Alexandre Moors                    |            |
| 2018 | Berlin I Love You                          | Alister                | Gabriela Tscherniak                |            |
| 2019 | Berlin Station                             | Roman Platov           | Varios                             |            |
| 2020 | Barbarians                                 | Pelagios               | Varios                             |            |
| 2022 | Vikings: Valhalla                          | Romanos III Argyros    | Varios                             |            |
| 2022 | Adiós, señor Haffmann                      | Comandante Jünger      | Fred Cavayé                        |            |
| 2024 | Masters of the Air                         | Harold Huglin          | Cary Joji Fukunaga                 |            |